# 所沢西郵便局
所沢西郵便局（ところざわにしゆうびんきょく）は埼玉県所沢市にある郵便局。民営化前の分類では集配普通郵便局であった。

## 概要
住所：〒359-1199 埼玉県所沢市若狭2-2594-1

## 沿革
- 1998年（平成10年）6月29日 - 所沢西郵便局として、所沢市若狭二丁目に開局[1]。
- 1999年（平成11年） - 外国通貨の両替および旅行小切手の売買に関する業務取扱を開始。
- 2007年（平成19年）10月1日 - 民営化に伴い、併設された郵便事業所沢西支店に一部業務を移管。
- 2012年（平成24年）10月1日 - 日本郵便株式会社発足に伴い、郵便事業所沢西支店を所沢西郵便局に統合。
- 2015年（平成27年）9月1日 - ゆうゆう窓口の24時間営業を廃止。

## 取扱内容
- 郵便、印紙、ゆうパック、内容証明
- 貯金、為替、振替、振込、国際送金、外貨両替、国債、投資信託
- 生命保険、バイク自賠責保険、自動車保険、がん保険、引受条件緩和型医療保険
- ゆうちょ銀行ATM
- 所沢市内の一部地域の集配業務
- ゆうゆう窓口

## 周辺
- 国立病院機構西埼玉中央病院
- 埼玉県立所沢西高等学校
- 小手指ヶ原古戦場
- 国道463号

## アクセス
- 西武池袋線 狭山ヶ丘駅から南東へ約1.2km（徒歩約14分）
- 西武バス、所沢市内循環バス（ところバス） 所沢グリーンヒル停留所下車
- 首都圏中央連絡自動車道（圏央道） 入間ICから南東へ約5km
- 駐車場あり：24台